# Agnana Calabra
Agnana Calabra – miejscowość i gmina we Włoszech, w regionie Kalabria, w prowincji Reggio Calabria.
Według danych na rok 2004 gminę zamieszkiwały 663 osoby, 82,9 os./km².